# European Democrat Students
European Democrat Students (EDS) ist ein europaweiter Zusammenschluss christlich-demokratischer, konservativer und liberaler Studentenverbände und nach eigenen Angaben der größte europäische Dachverband politischer Studentenorganisationen. Bei EDS handelt es sich um die statutarisch-verankerte Studentenorganisation der Europäischen Volkspartei (EVP).
EDS wurde 1961 gegründet, lange vor entsprechenden Parteienzusammenschlüssen wie der European Democrat Union (EDU) oder der Europäischen Volkspartei (EVP). Derzeit gehören EDS über 40 politische Studentenverbände aus 37 Staaten Europas an, deren weltanschauliche Standpunkte bei der Christdemokratie bzw. der rechten Mitte liegen. Der Verband repräsentiert nach eigenen Angaben die Interessen von etwa 1,6 Millionen jungen Menschen in Europa. Deutsches Mitglied der European Democrat Students ist der Ring Christlich-Demokratischer Studenten (RCDS). Österreichisches Mitglied ist die AktionsGemeinschaft (AG), in der Schweiz war dies bis 2005 der SLS (Schweizerischer Liberaler Studentenverband).
Vorsitzende waren u. a. der spätere schwedische Ministerpräsident Carl Bildt. Aus Deutschland gehörten den Vorständen u. a. Wulf Schönbohm, Gerd Langguth, Rudolf Henke, Friedbert Pflüger und Stephan Eisel an. Im Juli 2015 wurde Giorgos Hadjigeorgiou (Zypern) zum amtierenden Vorsitzenden gewählt.
EDS ist mit der UNESCO und dem Europarat assoziiert. Sitz des Verbandes ist Brüssel.

## Geschichte
Die Gründung von EDS im Jahre 1961 erfolgte aus einer studentischen Bewegung heraus, die sich Ende der 1950er Jahre formiert hatte und ursprünglich auf einer Kooperation zwischen schwedischen und deutschen Studenten basierte. Das Ziel dieser Initiative bestand darin, auf die ansteigenden Aktivitäten der kommunistischen Bewegungen zu reagieren und eine gestärkte international organisierte Plattform zwischen konservativen, liberalen und christlich-demokratischen Studenten und Jugendlichen zu begründen.
Nachdem der damals überwiegend kommunistische Maximen vertretende Internationale Studentenbund (ISB) im Jahre 1959 das 7. Weltjugendfestival in Wien ausrief, wurde als Reaktion von konservativer Seite die „Arbeitsgemeinschaft Neues Leben“ ins Leben gerufen. Auf ihrer dritten Konferenz in Wien 1961 wurde schließlich offiziell die „International Union of Christian-Democrat and Conservative Students“ als Vorgänger von EDS gegründet, zu deren Gründungsmitgliedern der RCDS zählt. Nachdem man Anfang der 1970er Jahre den Fokus auf die europäische Ebene gelegt hatte, wurde auf Vorschlag des damaligen Vorsitzenden Carl Bildt die Umbenennung der Organisation in „European Democrat Students“ vorgenommen.
Im Jahre 1997 wurde EDS schließlich als offizielle Studentenorganisation der Europäischen Volkspartei (EVP) anerkannt. Daneben sind die EDS auch Vollmitglieder des Europäischen Jugendforums (EYF), der Jugendorganisation der Internationalen Demokratischen Union (IYDU) sowie des Robert Schuman Instituts. Die Organisation wird daneben mit der UNESCO und dem Europarat assoziiert. Der Verband veranstaltet in regelmäßigen Abständen europaweite Seminare, Tagungen und Konferenzen und kooperiert auch mit anderen studentischen Dachverbänden und europäischen Organisationen.

## Vorsitzende
- 1962–1964: Carl-Henrik Winquist (Schweden)
- 1964–1966: Dieter Ibilski (Deutschland)
- 1966–1968: Reginald E. Simmerson (UK)
- 1968–1970: Heikki S. von Hertzen (Finnland)
- 1970–1971: Ian Taylor (UK)
- 1971–1972: Finn Braagaard (Dänemark)
- 1972–1974: Tom Spencer (UK)
- 1974–1976: Carl Bildt (Schweden)
- 1976–1978: Scott Hamilton (UK)
- 1978–1979: Pierre Moinet (Frankreich)
- 1979–1981: Lars Eskeland (Norwegen)
- 1981–1982: Per Heister (Schweden)
- 1982–1984: Knut Olav Nesse (Norwegen)
- 1984–1985: Daniel Bischof (Schweiz)
- 1985–1986: George Anagnostakos (Griechenland)
- 1986–1988: Mattias Bengtsson (Schweden)
- 1988–1989: Bettina Machaczek (Deutschland)
- 1989–1991: Stavros Papastavrou (Griechenland)
- 1991–1993: Laura de Esteban (Spanien)
- 1993–1994: Tim Arnold (Deutschland)
- 1994–1995: Fredrik Johansson (Schweden)
- 1995–1996: Andrew Reid (UK)
- 1996–1998: Günther Fehlinger (Österreich)
- 1998–1999: Michalis Peglis (Griechenland)
- 1999–2000: Ukko Metsola (Finnland)
- 2000–2001: Gustav Casparsson (Schweden)
- 2001–2003: Jacob Lund Nielsen (Dänemark)
- 2003–2005: Alexandros Sinka (Zypern)
- 2005–2006: Sven Henrik Häseker (Deutschland)
- 2006–2008: Ana Filipa Janine (Portugal)
- 2008–2009: Thomas Uhlen (Deutschland)
- 2009–2011: Bence Bauer (Ungarn)
- 2011–2013: Juraj Antal (Slowakei)
- 2013–2015: Eva Majewski (Deutschland)
- 2015–2017: Giorgos Hadjigeorgiou (Zypern)
- 2017–2019: Virgilio Falco (Italien)
- 2019–2021: Carlo Angrisano Girauta (Spanien)
- Seit 2021: Beppe Galea (Malta)